# Rysslands riksvapen

Rysslands riksvapen

Rysslands riksvapen innehåller motiv som övertagits från det gamla ryska kejsardömet. I mitten finns Moskvas vapen med Sankt Göran och draken, som användes för att symbolisera hela Ryssland ända sedan landet bildades av storfursten av Moskva. Hjärtskölden hålls av en dubbelörn, en gammal symbol för kejsarmakten som Ryssland tog över från Bysans och som användes med samma betydelse i Tysk-romerska riket och Österrike, samt den gamla ryska kejsarkronan. Genom att allt sedan är lagt på ytterligare en sköld, visar Ryssland att det inte hyser några planer på att åter bli monarki, vilket man kunde ha fått intrycket av ifall kronan hade funnits ovanpå huvudskölden.
På 1800-talet använde Ryssland ett vapen som liknar det nuvarande. Den stora varianten av dåtidens vapen (som är avbildat här) innehöll emellertid många fler element. Värt att notera är att dubbelörnen är svart i gyllene fält, samma tinkturer som användes av Österrikes kejsare och tidigare av den tysk-romerske kejsaren. Huvudskölden är också omgiven av ett vapentält och detta i sin tur av en grönskande krans belagd med vapensköldar för olika delar av det ryska riket. Ytterst på heraldisk högersida (till vänster på bilden) syns exempelvis Polens vapen med dess silverörn i rött fält, nere på heraldisk vänstersida (till höger på bilden) finns Finlands vapen med det svärdsvingande lejonet av guld.

## Tidigare vapen

Lilla riksvapnets sköld på 1800-talet[källa behövs]
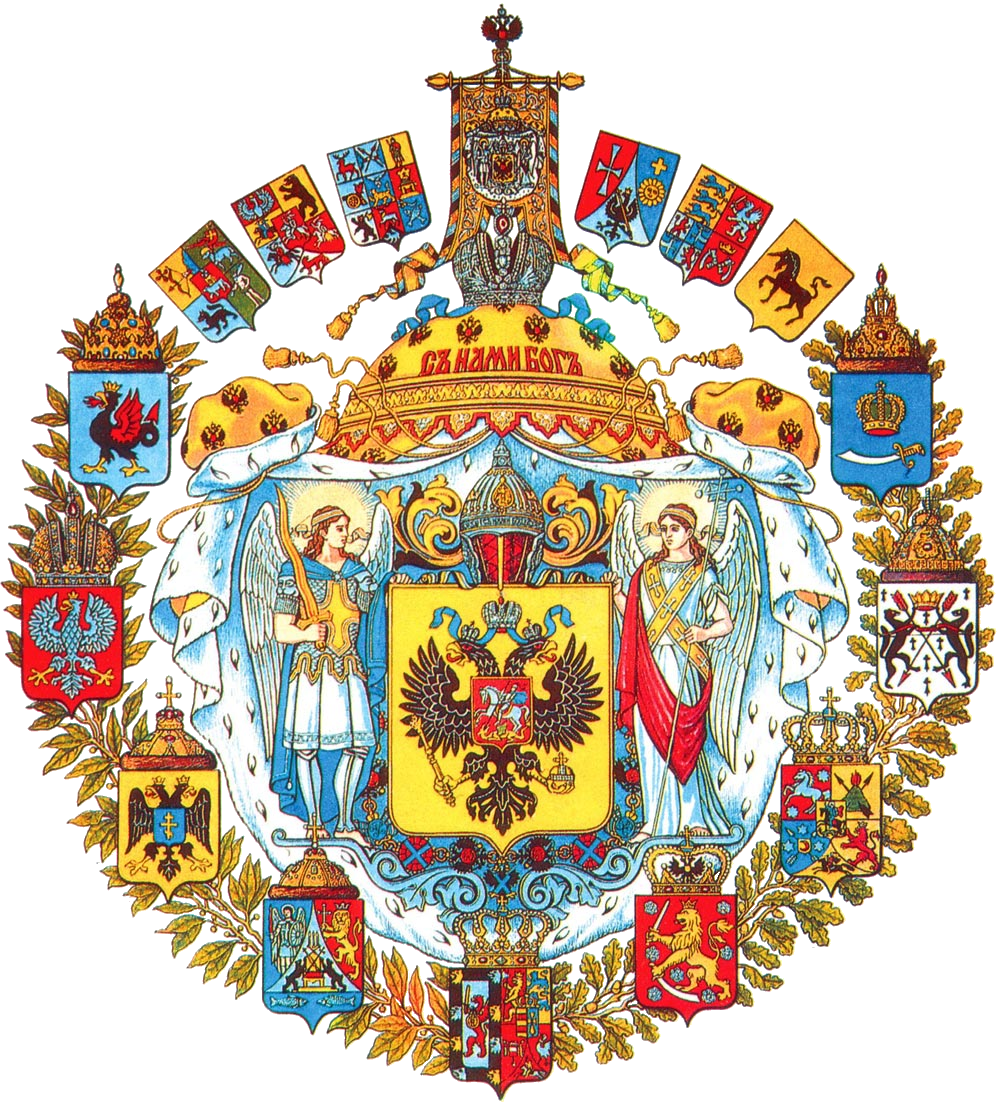
1882 års stora riksvapen, Presented drawing of Artist Igor Barbe, 2006, "Greater Coat of Arms of the Russian Empire" 1882-1917